# ハゴロモギク属
ハゴロモギク属（羽衣菊属、学名：Arctotis）は、キク科の属の1つ。学名より、アークトチス属、アルクトティス属とも。ハゴロモギク属の種の一部には分類体系によってヴェニディウム属 (Venidium) として別にされるものがある。

## 特徴
アフリカ南部に40〜50種分布し、半耐寒性の一年草または短命な多年草で、ガザニアと近縁の植物である。茎や葉に天鵞絨状の白くて柔らかい毛が生えているものが多い。葉は根生葉のみのものもあり、茎に付く葉は互生し、柄があり、羽状の切れ込みがある。花は普通春咲きだが、園芸種の中には、かなり長く咲いているものもある。花色は黄色やオレンジ色が多く、白や淡紅色もあり、舌状花の付け根に蛇の目模様が出るものもある。晴れた日の日中にのみ全開し、曇りの日や夜間は半開または閉じている。学名はギリシャ語に由来する造語で「熊の耳」を意味し、冠毛が種子を覆う状態を表す。

## 主な種
ヒメアフリカギク A. acaulis
草丈30cmくらいの秋まき一年草。葉は根生葉のみで、長さ20cm以上になり、表面はざらざらしていて、裏面に柔毛がある。春に根元から直接花茎を出し、8cmくらいの黄色またはオレンジ色の頭状花を単生する。種小名は「枝がない」の意味。園芸ではアコーリスとも呼ばれる。
ファストゥオーサ A. fastuosa
1935年頃に日本に導入され、「じゃのめぎく」の和名が付いている。しかし、キク属の Chrysanthemum carinatum も蛇の目菊と呼ばれることもあり、それと区別するために「寒咲蛇の目菊」と呼ばれることもある。短命な多年草で、草丈1mくらいになり、全草が白い毛で覆われている。強い霜の降りない地方では、9月5日頃までにタネをまくと、12月から3月まで開花する。花茎10cm以上になり、明るいオレンジ色で、名前の通りに蛇の目模様がある。ヴェニディウム属 (Venidium) に分類されることもある。
ヒルスタ A. hirsuta
一年草で草丈50cmくらい。葉がざらざらしていて、種小名は「毛が生えた」の意味である。暖地では早春から初夏まで咲き続け、舌状花は白で中心に蛇の目模様があり、管状花は黒褐色または紺色である。
ハゴロモギク（羽衣菊） A. stoechadifolia
草丈70cmくらい。葉は長楕円形で鋸歯があり、灰色を帯びている。花は8cmくらいで、黄色・オレンジ・白と淡紅色があり、開花期が比較的長い。別名でアフリカギクとも。シノニムは Arctotis grandis。
ヴェヌスタ A. venusta
やや寒さに弱い一年草。草丈30cmくらい。花はこの仲間としては珍しい明るい水色で、ヒマワリの蕾のように太陽を追いかける性質がある。また、夜になると曙が待ち遠しいように、東を向く。種小名は「かわいらしい」。

## 栽培
現在販売されている種子は、冠毛（落下傘）が除去されたクリーンシードなので、普通に播くことができる。暖地では秋分頃が播き時だが、ファストゥオーサは9月5日頃までに播くと、花の少ない冬季に切り花が得られ重宝する。日当たりと排水がよく、ややアルカリ性の土でよく育つ。